# Dominik Topinka
Dominik Topinka  (* 31. Juli 1993 in Prag) ist ein tschechischer Radsportler, der auf Bahn und beim BMX aktiv ist.

## Sportlicher Werdegang
Dominik Topinka bestritt bis 2019 hauptsächlich BMX-Rennen. 2020 wurde er gemeinsam mit Tomáš Bábek, Martin Čechman und Jakub Šťastný Vize-Europameister im Teamsprint auf der Bahn. 2021 sowie 2023 wurde er erneut nationaler Meister im Teamsprint, sowie 2023 zusätzlich im 1000-Meter-Zeitfahren. 2022 litt Topinka infolge einer COVID-19-Infektion unter gesundheitlichen Problemen wie Pfeiffer-Drüsenfieber und Herzrhythmusstörungen, so dass er nicht bei den Bahnradsport-Weltmeisterschaften 2022 nahe Paris starten konnte.
Bei den Bahnradsport-Europameisterschaften 2024 im niederländischen Apeldoorn belegte das tschechische Teamsprint-Trio mit Topinka, Čechman und Matěj Bohuslávek Platz sieben.

## Erfolge

### Bahn
2020
- Europameisterschaft – Teamsprint (mit Tomáš Bábek, Martin Čechman und Jakub Šťastný)

2021
- Tschechischer Meister – Teamsprint (mit Tomáš Bábek und Martin Čechman)

2023
- Tschechischer Meister – 1000-Meter-Zeitfahren, Teamsprint (mit Martin Čechman und Matěj Bohuslávek)

2024
- Tschechischer Meister – Zeitfahren, Teamsprint (mit Jakub Malášek und Matěj Tamme)